# تشنبر غربال (تشناران)
تشنبر غربال (بالفارسية: چنبرغربال) هي قرية تقع في قسم بيزكي الريفي (مقاطعة تشناران) في إيران.